# Хаконехлоа
Хаконе́хлоя, или хаконе́хлоа (лат. Hakonechloa) — монотипный род однодольных растений семейства Злаки (Poaceae), включающий вид хаконехлоя тощая (в некоторых источниках — хаконехлоа большая; лат. Hakonechloa macra (Munro) Honda). Выделен японским ботаником Макино Томитаро в 1930 году.
Единственный вид ранее описывался как Phragmites macer Munrobasionym.
Форма — Hakonechloa macra f. albo-aurea (Makino) Ohwi.

## Распространение, описание

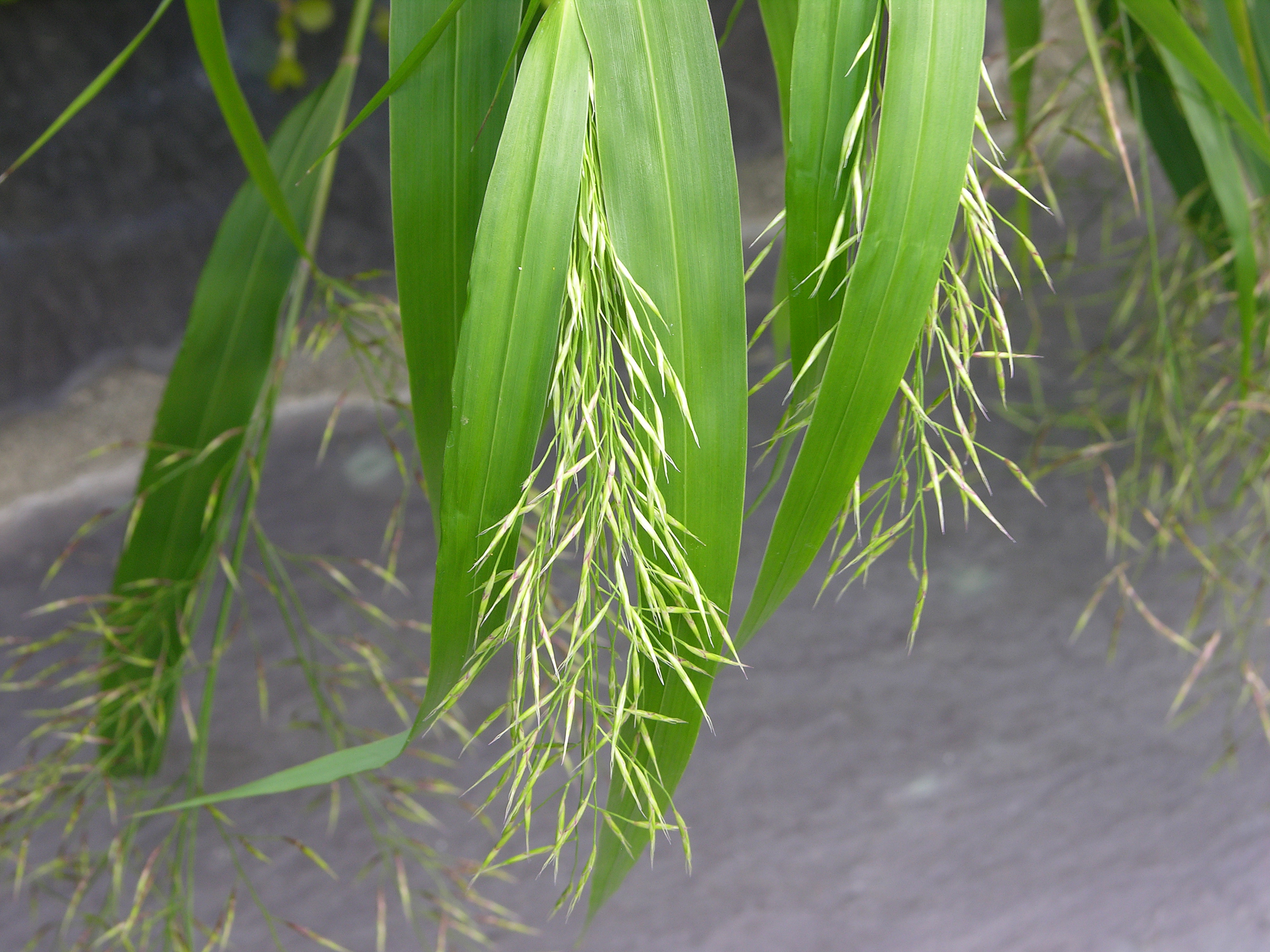
Соцветия Hakonechloa macra (сорт 'All Gold')

Единственный вид является эндемиком Японии, распространённым в восточно-центральной части острова Хонсю. В дикой природе предпочитают влажные горные утёсы.
Гемикриптофит. Растущие плотной группой многолетние растения с удлинённым стеблем длиной 40—70 см. Листья линейные. Соцветие с 5—10 цветками. Плод — продолговатая зерновка. Цветут в августе—октябре.

## Значение
Выращиваются как декоративные травы.
Среди выведенных сортов — 'All Gold', 'Aureola', 'Fubuki', 'Nicolas', 'Stripe It Rich'.